# The Band Perry
The Band Perry è un gruppo musicale country statunitense composto da Kimberly Perry e dai suoi due fratelli Reid Perry e Neil Perry.
Dopo aver firmato per la Republic Nashville nel 2009, hanno pubblicato tre singoli, poi inclusi nel loro primo album The Band Perry, pubblicato il 12 ottobre 2010. La canzone If I Die Young ha ottenuto la prima posizione nella Hot Country Songs di Billboard ed è stata certificata disco di platino.

## Formazione
- Kimberly Perry - voce solista, chitarra ritmica, pianoforte
- Reid Perry - chitarra, basso e cori
- Neil Perry - mandolino, percussioni, fisarmonica e cori

## Discografia

### Album
- 2010 - The Band Perry
- 2013 - Pioneer

### Singoli
- 2009 - Hip to My Heart
- 2010 - If I Die Young
- 2010 - You Lie